# Michaela Pelican
Michaela Pelican (* 1972 in Chur) ist eine Schweizer Sozialwissenschaftlerin. Sie beschäftigt sich mit Sozial- und Kulturanthropologie. Seit 2012 ist sie Professorin an der Universität zu Köln und leitet dort mehrere interdisziplinäre Forschungsprojekte.

## Werdegang
Michaela Pelican studierte in Bayreuth Ethnologie, Philosophie und Religionswissenschaften und wurde an der Martin-Luther-Universität Halle-Wittenberg in Ethnologie promoviert. Sie arbeitete von 2000 bis 2006 am Max-Planck-Institut für ethnologische Forschung in Halle/Saale in der Abteilung „Integration und Konflikt“ und verbrachte während dieser Zeit ein Jahr als Marie Curie Fellow an der Universität Kent in Grossbritannien (2003). Von 2006 bis 2012 war sie  wissenschaftliche Assistentin am Ethnologischen Seminar der Universität Zürich und lehrte 2011 als Gastprofessorin an der Graduate School of Asian and African Area Studies (ASAFAS) der Universität Kyoto. Seit 2012 ist sie Professorin an der Universität zu Köln.
Pelican arbeitet unter anderem mit Institutionen in Japan, China und verschiedenen afrikanischen Ländern. Sie untersucht globale Migrationsprozesse, ethnische Identitäten und soziale Dynamiken im Globalen Süden. Ihre Feldforschungen führten sie nach Kamerun, Gabun, Südafrika, in die Vereinigten Arabischen Emirate und nach China. Schwerpunkt war ihre Arbeit mit den Mbororo in Kamerun, einer pastoralistischen Minderheit, die sie im Kontext von Indigenität und Migration untersuchte.
Sie ist Sprecherin des Global South Studies Center (GSSC) der Universität zu Köln und leitet das Teilprojekt „Migration, Intersektionalität und institutionelle Interaktion“ innerhalb der DFG-Forschungsgruppe „Grenzüberschreitende Mobilität und Institutionendynamiken“. Zudem war sie Direktorin des Forums „Ethnicity as a Political Resource“ an der Universität zu Köln.

## Schwerpunkte in Lehre und Forschung
In der Lehre vertritt Pelican die Themenfelder wie z. B. Methoden der Ethnologie, Migration, Ethnizität, Hexerei, Freundschaft sowie Ethnologie Afrikas.
Zu ihren Forschungsschwerpunkten zählen:
- Transnationale Migration und Süd-Süd-Mobilität: Sie untersucht Migrationsbewegungen innerhalb des Globalen Südens, insbesondere zwischen Afrika, den Golfstaaten und China, und analysiert dabei die Auswirkungen auf soziale Ungleichheiten und Identitätskonstruktionen.[5]
- Ethnizität und Indigenität: Ein Schwerpunkt ihrer Forschung liegt auf der politischen und sozialen Bedeutung von ethnischer Zugehörigkeit und indigenen Identitäten, insbesondere in afrikanischen Kontexten Academia.
- Konflikt und soziale Ungleichheit: Sie analysiert, wie soziale Ungleichheiten entstehen und reproduziert werden, insbesondere im Zusammenhang mit Migration und Arbeitsausbeutung.
- Visuelle Anthropologie und Medienethnologie: Pelican nutzt audiovisuelle Methoden, um kulturelle Phänomene zu dokumentieren und zu analysieren, und hat mehrere ethnografische Filme produziert.

## Schriften (Auswahl)
- Die Arbeit der Mbororo-Frauen früher und heute. Eine Studie zum Wandel der sozioökonomischen Situation semi-nomadischer Fulbe-Frauen ins nordwestliche Grasland Kameruns. Magisterarbeit. Bayreuth 1999.
- mit Andreas Dafinger: Land rights and the politics of integration. Pastoralists’ strategies in a comparative view. Max Planck Institute for Social Anthropology, Halle 2002.
- Mbororo claims to regional citizenship and minority status in north-west Cameroon. In: Africa. Nr. 78, 2008.

- Umstrittene Rechte indigener Völker. Das Beispiel der Mbororo in Nordwestkamerun. In: Zeitschrift für Ethnologie. Nr. 135, 2010.
- Local perspectives on transnational relations of Cameroonian migrants. In: Mobility, transnationalism and contemporary African societies. 2010,  S. 178–191.
- Global African entrepreneurs. Department of anthropology Suny-Brockport, Brockport NY 2014.
- Decolonising the future academy in Africa and beyond. Institutional development and collaboration. transcript, Bielefeld 2025.